# Glaphyropteridopsis
Glaphyropteridopsis, rod papratnjača iz porodice Thelypteridaceae, dio reda osladolike. Postoji ¸11 vrsta rasprostreanjenih po sjeveroistočnoj Indiji, Kini i Tajvanu
Rod je opisan 2021. revizijom porodice Thelypteridaceae

## Vrste
1. Glaphyropteridopsis emeiensis Y. X. Lin
2. Glaphyropteridopsis eriocarpa Ching
3. Glaphyropteridopsis erubescens (Wall. ex Hook.) Ching
4. Glaphyropteridopsis glabrata Ching & W. M. Chu ex Y. X. Lin
5. Glaphyropteridopsis jinfushanensis Ching ex Y. X. Lin
6. Glaphyropteridopsis mollis Ching & Y. X. Lin
7. Glaphyropteridopsis pallida Ching & W. M. Chu
8. Glaphyropteridopsis rufostraminea (Christ) Ching
9. Glaphyropteridopsis sichuanensis Y. X. Lin
10. Glaphyropteridopsis splendens Ching
11. Glaphyropteridopsis villosa Ching & W. M. Chu